# 2023年巴基斯坦默斯东爆炸案
2023年9月29日，巴基斯坦俾路支省默斯东区默斯东镇在纪念先知穆罕默德诞辰的伊斯兰节日圣纪节的主要游行期间发生一起自杀式爆炸袭击。爆炸发生在一座清真寺附近，造成至少60人死亡，50–70人受伤。死者包括默斯东副警司纳瓦兹-加什科里（Nawaz Gashkori）。

## 背景
圣战分子和俾路支分离主义分子多年来经常在俾路支省发动袭击，其中包括2011年、2014年、2015年、2017年和2018年在默斯东区发动的重大叛乱袭击。

## 伤亡情况
据报道，至少有60人死亡，其中包括儿童。此外，还有大量人员受伤，据报道有50至70人受伤。加什科里和另一名高级警官也在爆炸中丧生。

## 救援
爆炸发生后，省官员宣布进入紧急状态。救援队被派往默斯东，伤势严重者被送往奎达接受治疗。社交媒体上流传的视频显示，紧急救援人员和当地居民正在抢救伤员。

## 肇事者
没有任何组织声称对爆炸事件负责。巴基斯坦和平研究所所长阿米尔-拉纳（Amir Rana）说，默斯东袭击事件和几小时后发生的汉沽清真寺爆炸事件似乎是伊拉克和黎凡特伊斯兰国（ISIL）所为。

## 各方反应
巴基斯坦总理安瓦尔·哈克·卡卡尔谴责了此次爆炸事件，并对遇难者表示哀悼。巴基斯坦总统阿里夫·阿尔维也谴责了此次袭击。内政部长萨尔弗拉兹·布格蒂称这是「令人发指的行为」，并声称印度的外国情报机构「研究与分析部」参与了最近在俾路支省发生的恐怖袭击事件。
伊斯兰合作组织在回应爆炸事件时表示，该集团「反对一切形式和表现的恐怖主义，并表示全力支持巴基斯坦的反恐努力」，同时向受害者及其家属表示最深切的慰问。巴基斯坦塔利班在一份声明中否认参与这起事件，称此类袭击违背了其政策。
联合国秘书长安东尼奥·古特雷斯谴责了这次袭击，并补充说：「这些袭击针对的是正在举行和平宗教仪式的人们，令人深恶痛绝。」美国、法国、英国、土耳其、沙特阿拉伯王国、伊朗、阿拉伯联合酋长国、伊拉克和埃及也谴责了这起恐怖袭击事件。